# Simeon Roksandić
Simeon Roksandić  (Majske Poljane kraj Gline, 14. travnja 1874. – Beograd, 12. siječnja 1943.), bio je srpski kipar hrvatskog porijekla i školovanja.

## Životopis
Roksandić je Građansku školu pohađao u Glini. Potom ga otac, seoski kovač, šalje u Zagreb da tu, na Obrtnoj školi izuči bravarski zanat. 
U isto vrijeme Obrtnu školu pohađaju Robert Frangeš Mihanović i Rudolf Valdec, s kojima se Roksandić intenzivno druži. Klesarski-kiparski odsjek završio je 1892.
Potpomognut od Uprave srpskih crkvenih fondova u Srijemskim Karlovcima, odlazi na studij u Budimpeštu, koji završava 1895. 
Grad Bratislava otkupljuje njegov đački rad Treditio legis. 
Iz Budimpešte odlazi na münchensku Akademiju, te se pred kraj studija, s obzirom na to da je istekla njegova novosadska stipendija, uzdržava od kamenoklesarskih poslova. 
Krajem 1898. kipar Đorđe Jovanović ga nagovara da ode u Srbiju, gdje dobiva mjesto nastavnika na gimnaziji u Užicu. Potom prelazi u Kragujevac gdje ostaje 8 godina. 
1906. odlazi na godinu dana u Rim, gdje nastaje njegovo remek-djelo Ribar, izliveno u dva istovjetna izvornika, koji danas krase zagrebački Jezuitski trg, i beogradski Kalemegdan.
Od 1921. sve do smrti radi na Umjetničkoj školi u Beogradu, na kojoj će u to vrijeme predavati i Toma Rosandić.
Roksandićev je opus ponajviše nadahnut djelima njemačkih realista i antičke, a osobito helenističke skulpture.
Znatan dio njegovih djela je uništen tijekom stihijskih zbivanja Prvog svjetskog rata. Najviši domet ostvario je upravo u Ribaru, te u nekoliko kamenih i brončanih portreta.
Jedan je od utemeljitelja srpskog novovjekovnog kiparstva.

## Vanjske poveznice
- Ribar spojio Kalemegdan i Grič